# Thomas Knutti
Thomas Knutti (15 marzo 1973) è un politico svizzero dell'Unione Democratica di Centro (UDC). Dal 2023 è membro del Consiglio nazionale per il Canton Berna.

## Biografia
Fece parte del Gran Consiglio del Canton Berna dal 2010 al 2023.
Si candidò al Consiglio nazionale per il Canton Berna alle elezioni federali del 2015 e del 2019, ma non venne eletto. Alle elezioni federali del 2023 venne eletto risultando l'ottavo eletto più votato con 100 585 preferenze.